# John L. McClellan
John Little McClellan (25 de febrero de 1896 – 28 de noviembre de 1977) fue un abogado y político segregacionista estadounidense. Miembro del partido Demócrata, fue miembro de la cámara de representantes (1935–1939) y senador (1943–1977) por el estado de Arkansas.
En el momento de su muerte, fue el segundo miembro del senado con mayor antigüedad y presidente del Comité de Créditos del Senado. Es el senador por Arkansas que más tiempo estuvo en servicio.